# Usipètes

Répartition des peuples germaniques au Ier siècle ap. J.-C.

Les Usipètes (ou Usipiens) forment un peuple germanique des bords du Rhin, voisins en amont des Bataves, gardiens de l'embouchure. Ils sont décrits par les auteurs latins de l'Antiquité, avant et après la conquête romaine.
L'histoire des Usipètes est semblable à celle des Bataves. Notons qu'une part de leur territoire au nord du Rhin en fait un peuple frontalier du limes dès le Ier siècle.

## Littérature romaine
D'après Jules César dans ses Commentaires sur la Guerre des Gaules (livre-IV, chapitres 1 et 4). les Usipètes et les Tenctères, harcelés par les Suèves, se seraient réfugiés sur le territoire des Ménapes après un périple en Germanie.
Ils sont ultérieurement mentionnés dans la Géographie de Ptolémée et par Tacite dans ses « Mœurs des Germains » : « Tout près des Cattes, les Usipiens et les Tenctères habitent sur le Rhin qui à cet endroit coule encore dans un lit assez fixe pour servir de limite... »
Dans sa Vie d'Agricola (chapitre 28), Tacite rapporte qu'un détachement usipète d'une cohorte de l'armée romaine se mutina pendant qu'il était en campagne dans le nord de l'Île de Bretagne (probablement avec son beau-père, le général Julius Agricola, vers 82). Les mutins usipètes tuèrent le centurion et des soldats romains cantonnés avec eux, puis dérobèrent trois navires et naviguèrent vers le lointain nord de l'Île de Bretagne. Leurs épreuves les auraient menés au cannibalisme et ils auraient échoué sur le territoire des Suèves où ils furent capturés par ce peuple. D'autres membres de cette odyssée auraient été capturés par les Frisons et les survivants restants vendus comme esclaves pour raconter leur périple. Dion Cassius fait état d'un fait similaire mais le place antérieurement.